# Francisco Boix
Fransesc Boix i Campo (in het Catalaans) of Francisco Boix Campo (in het Spaans) (Barcelona, 14 augustus 1920 – Parijs, 7 juli 1951) was een fotograaf en communistische militair afkomstig uit Spanje. Hij vocht gedurende de Spaanse Burgeroorlog voor de Spaanse Republieke Partij en werd later als gevangene in het concentratiekamp Mauthausen fotograaf. Als fotograaf maakte hij heel veel foto's waarvan hij de negatieven in het kamp wist te verstoppen om ze uiteindelijk mee te smokkelen uit het kamp. Deze foto's dienden na de oorlog als bewijs tegen de praktijken die in dit kamp werden uitgevoerd door de nazi's.

## Levensloop
Als Spaanse republikein werd hij in 1939 naar Frankrijk verbannen en vervolgens gerekruteerd door het Frans Vreemdelingenlegioen en de krijgsmacht van Frankrijk. Hij werd in 1940 gevangen genomen door de Duitsers. Boix zat met iets meer dan 7.000 andere Spanjaarden van januari 1941 tot mei 1945 gevangen in het concentratiekamp Mauthausen in Oostenrijk. Vanaf eind augustus 1941 werkte hij in de Erkennungsdienst, welke foto's maakte voor de administratie van het kamp, waaronder ID foto's van gevangenen en gebeurtenissen in het kamp. Hij wist meer dan 20.000 negatieven die door hem of door Paul Ricken werden geschoten te verstoppen tot de bevrijding.

### Na Mauthausen
Op 28 en 29 januari in 1946 liet de fotograaf van Mauthausen bij het proces van Neurenberg de door hem en SS gemaakte foto's zien. Deze foto's lieten de condities zien waarin de gevangenen leefden en waaronder zij vermoord werden in Mauthausen. Deze foto's bewezen ook dat het kamp werd bezocht door hoge leiders van Nazi-Duitsland, waaronder Ernst Kaltenbrunner. Ze speelden een belangrijke rol in de veroordeling van de schuldige personen tijdens het proces van Neurenberg.
Drie maanden later, in april 1946, was Boix ook een getuige, nu bij de Dachauprocessen, welke in het nabij gelegen concentratiekamp Dachau plaatsvonden, tegen de 61 beschuldigden van het concentratiekamp Mauthausen.
Tussen 1945 en 1951 werkte hij als fotoreporter voor de Franse pers die voornamelijk geassocieerd werd met de Franse Communistische Partij.
Op 7 juli 1951 stierf hij te Parijs door nierfalen op dertigjarige leeftijd. In eerste instantie werd hij begraven op de begraafplaats Thiais in Parijs. Op 16 juni 2017 werden zijn lichamelijke resten verplaatst naar Père-Lachaise, als eerbetoon voor zijn daden in het concentratiekamp.

## Werken over Boix

### Filmografie
- Francisco Boix, Un fotógrafo en el infierno: Spaanse documentaire uit 2000 door Lorenzo Soler.
- El fotógrafo de Mauthausen: Spaanse Biopic door Mar Targarona, waarvan de première plaatsvond op 26 oktober 2018.

### Boeken
- Francisco Boix, el fotógrafo de Mauthausen: Spaans boek van Benito Bermejo gepubliceerd in 2002.[8] Bermejo onderzocht enkele jaren het leven van Boix en zijn foto's, net als alle andere foto's afkomstig uit het kamp Mauthausen gedurende de oorlog.

- La historia de Francisco Boix y las fotografías robadas a los SS de Mauthausen: Gecorrigeerde en uitgebreide versie van het boek uit 2002, gepubliceerd in 2016.[9]

- Le Photographe de Mauthausen: striproman gepubliceerd door Le Lombard over zijn leven en de roof van de foto's. De striproman werd geschreven door Salva Rubio en getekend door Pedro J. Colombo[10][11].